# Narriman Sadiq
Nema Narriman Sadiq, in arabo  ناريمان صادق‎?, Nārīmān Sādiq (Il Cairo, 13 ottobre 1933 – Il Cairo, 16 febbraio 2005), fu la seconda consorte del re Fārūq I e l'ultima regina dell'Egitto.

## Biografia

### Infanzia
Nacque il 13 ottobre 1933 a Il Cairo, figlia di Husayn Fahmi Sadiq Bey, un alto funzionario del governo egiziano, e di Asila Kamil.

### Matrimonio con Fārūq d'Egitto
Conosciuta come la "Cenerentola del Nilo" per l'estrazione non aristocratica, bensì borghese, Narriman aveva diciotto anni quando nel maggio del 1951 sposò il re dell'Egitto, selezionata tra molte altre come gesto per risollevare l'opinione pubblica verso la monarchia. Già fidanzata con un dottorando di Harvard, Zaki Hashem, ruppe la sua promessa con il giovane per apprestarsi a salire al trono come regina dell'Egitto. La giovane fu costretta a sostenere una drastica perdita di peso e ad essere educata presso l'ambasciata egiziana di Roma sul rigidissimo protocollo di corte. Il matrimonio fu fastosissimo: sul suo abito da sposa, ricamato con fili d'oro, erano cuciti circa 20.000 diamanti.
Narriman espletò i suoi doveri come moglie e come regina il 16 gennaio 1952, quando diede alla luce il tanto agognato principe ereditario: Aḥmad Fu’ād.

### Colpo di Stato
La nascita del principino fu tuttavia solo l'ultima gioia della dinastia regnante: infatti solo pochi mesi dopo, il 23 luglio, un colpo di Stato guidato da Muḥammad Naǧīb e Gamal Abdel Nasser depose il re Fārūq. Il sovrano, nel tentativo di controllare ancora l'Egitto, abdicò in favore del figlio neonato, rimanendo reggente, ma fu un passo inutile: l'anno successivo fu abolita la monarchia e fu instaurata la repubblica.

### Divorzio
A seguito dell'abdicazione di Fārūq al trono dell'Egitto, la famiglia reale venne mandata in esilio: partirono a bordo dello yacht reale "El-Mahrusa", trovando rifugio in Italia. Nel marzo del 1953, annoiata dallo stile di vita che Fārūq aveva adottato durante l'esilio, Narriman abbandonò l'ormai ex sovrano per tornare in Egitto dalla madre. I due divorziarono il 2 febbraio 1954.
Il 3 maggio dello stesso anno si risposò con Adham al-Nakib, che fu l'archiatra di corte e medico personale di Fārūq. I due ebbero un figlio, Akram, per poi divorziare nel 1961.
Nel 1967 la ex regina si sposò una terza volta con Ismā'īl Fahmī, un altro medico. Visse in isolamento in un sobborgo del Cairo, Heliopolis, fino alla sua morte.

### Morte
Narriman Fahmi morì a settantun anni il 16 febbraio 2005 a Dār al-Fu'ād, nella periferia della capitale egiziana, in seguito ad una emorragia cerebrale.

## Discendenza
Narriman e re Faruq ebbero un figlio:
- Aḥmad Fu’ād, successivamente asceso al trono con il nome di Fuʾād II d'Egitto.